# Albert Hendlé
Albert Hendlé, né le 7 janvier 1869 à Paris et mort le 20 août 1952 à Thorigny-sur-Marne, est un haut fonctionnaire français, préfet sous la Troisième République.

## Biographie
Fils de Ernest Hendlé, préfet. 

## Publications
- Conseil d'arrondissement de Caen. Session de 1900 [et 1902-1904]. Rapport du secrétaire général, Caen, impr. de C. Valin, in-4°

## Distinctions
- Officier de l'ordre du Mérite agricole (4 avril 1911)
- Officier de la Légion d'honneur (26 juillet 1919)